# Lerøy Seafood Denmark
Lerøy Seafood Denmark A/S er en dansk fiskeindustrivirksomhed og et datterselskab til norske Lerøy Seafood Group. Virksomheden har hovedkvarter i Hirtshals, hvor selskabet blev stiftet i 2016. Der er ca. 500 ansatte i Lerøy Seafoods danske datterselskab. I 2022 havde Lerøy Seafood Denmark en omsætning på ca. 1,5 mia. kroner. Virksomhedens produkter er målrettet konsum.
Datterselskaber inkluderer: Brdr. Schlie Fiskeeksport, Nigra Fiskeeksport, Thorfisk, Scan Fish Danmark, P. Taabbel & Co., Wannebo International og Ove Johnsen.